# Wangjiawan (Fenxiang)
Das Dorf Wangjiawan (chinesisch 王家湾村, Pinyin Wángjiāwān Cūn) ist ein Dorf in der Großgemeinde Fenxiang (分乡镇) des Stadtbezirks Yiling (夷陵区) der bezirksfreien Stadt Yichang (宜昌市) in der Provinz Hubei.

## Wangjiawan-Profil
Das nach dem Dorf benannte Wangjiawan-Profil (王家湾剖面,  Wángjiāwān pōumiàn, englisch Wangjiawan section) ist ein Global Stratotype Section and Point (GSSP)  für die Stratigraphie des Hirnantiums.
Koordinaten: 30° 58′ N, 111° 25′ O